# 仲子庙
仲子庙，位于山东省济宁市微山县鲁桥镇仲家浅村，是中华人民共和国山东省文物保护单位之一。
1992年6月12日，授予山东省文物保护单位，是一座古建筑及历史纪念建筑。